# Građevinski fakultet u Zagrebu
Građevinski fakultet u Zagrebu je fakultet u Zagrebu. 
Dijelom je Sveučilišta u Zagrebu.

## Povijest
Studij građevinarstva započinje radom Tehničke visoke škole u Zagrebu 1. listopada 1919. godine. Tehnička visoka škola prerasta 1926. godine u Tehnički fakultet u okviru Sveučilišta u Zagrebu. 
Fakultet je 1940. godine preselio u novu zgradu u Kačićevoj ulici br. 26, gdje se nastava građevinarstva održava i danas. 
Tehnički fakultet se 1956. godine dijeli u nekoliko fakulteta. Među njima je i Arhitektonsko-građevinsko-geodetski fakultet, koji se 1962. godine razdvaja u tri fakulteta i tako nastaje samostalni Građevinski fakultet Sveučilišta u Zagrebu. 
Prestankom rada Građevinskog instituta 1. srpnja 1991. godine Građevinski fakultet ponovno djeluje kao samostalna ustanova u okviru Sveučilišta u Zagrebu.

## Poznati znanstvenici
- Nenad Bićanić

## Vanjske poveznice
- Mrežno sjedište Građevinskog fakulteta u Zagrebu
- Građevinski fakultet u Zagrebu Hrvatska tehnička enciklopedija, portal hrvatske tehničke baštine. LZMK